# Greatest Hits Tour Edition
Albums de Yellowcard
Paper Walls
(2007)
Greatest Hits Tour Edition est le premier best of du groupe Yellowcard. Il n'est disponible qu'en téléchargement.

## Liste des titres
1. Way Away - 3 min 23 s
2. Only One - 4 min 17 s
3. Ocean Avenue - 3 min 19 s
4. Empty Apartment - 3 min 39 s
5. Breathing - 3 min 40 s
6. Three Flights Up (Instrumental) - 1 min 23 s
7. Lights And Sounds - 3 min 29 s
8. Rough Landing, Holly - 3 min 33 s
9. Light Up The Sky - 3 min 39 s
10. Fighting - 3 min 2 s
11. The Takedown - 3 min 39 s
12. Shadows and Regrets - 4 min
13. Gifts And Curses - 5 min 5 s
14. Avondale (Acoustic) - 3 min 39 s
15. Down On My Head (Acoustic) - 3 min 26 s
16. Holly Wood Died (Live In Vegas) - 3 min 55 s
17. When We're Old Men - 3 min 28 s